# Museo dei Fossili di Meltina

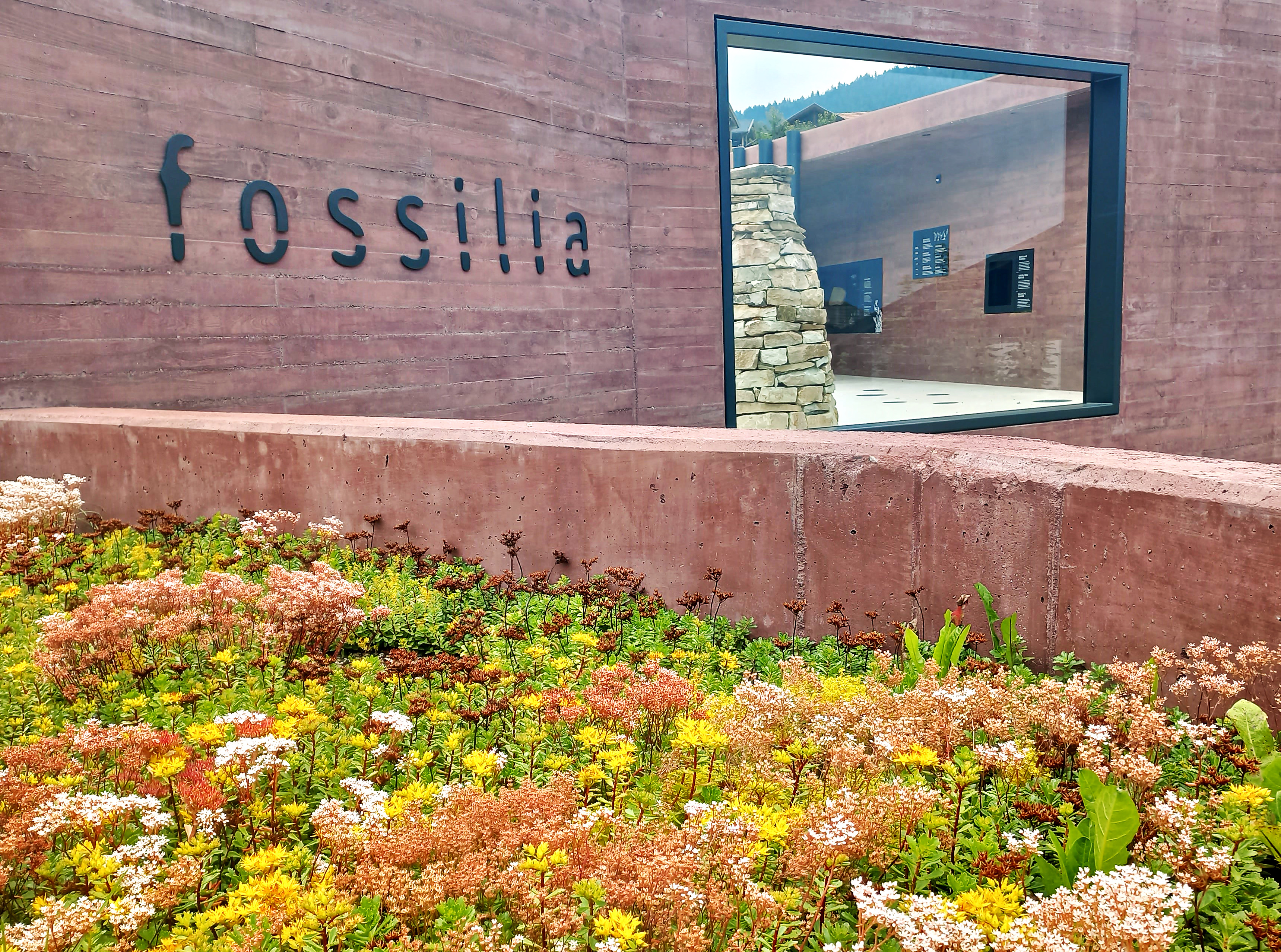

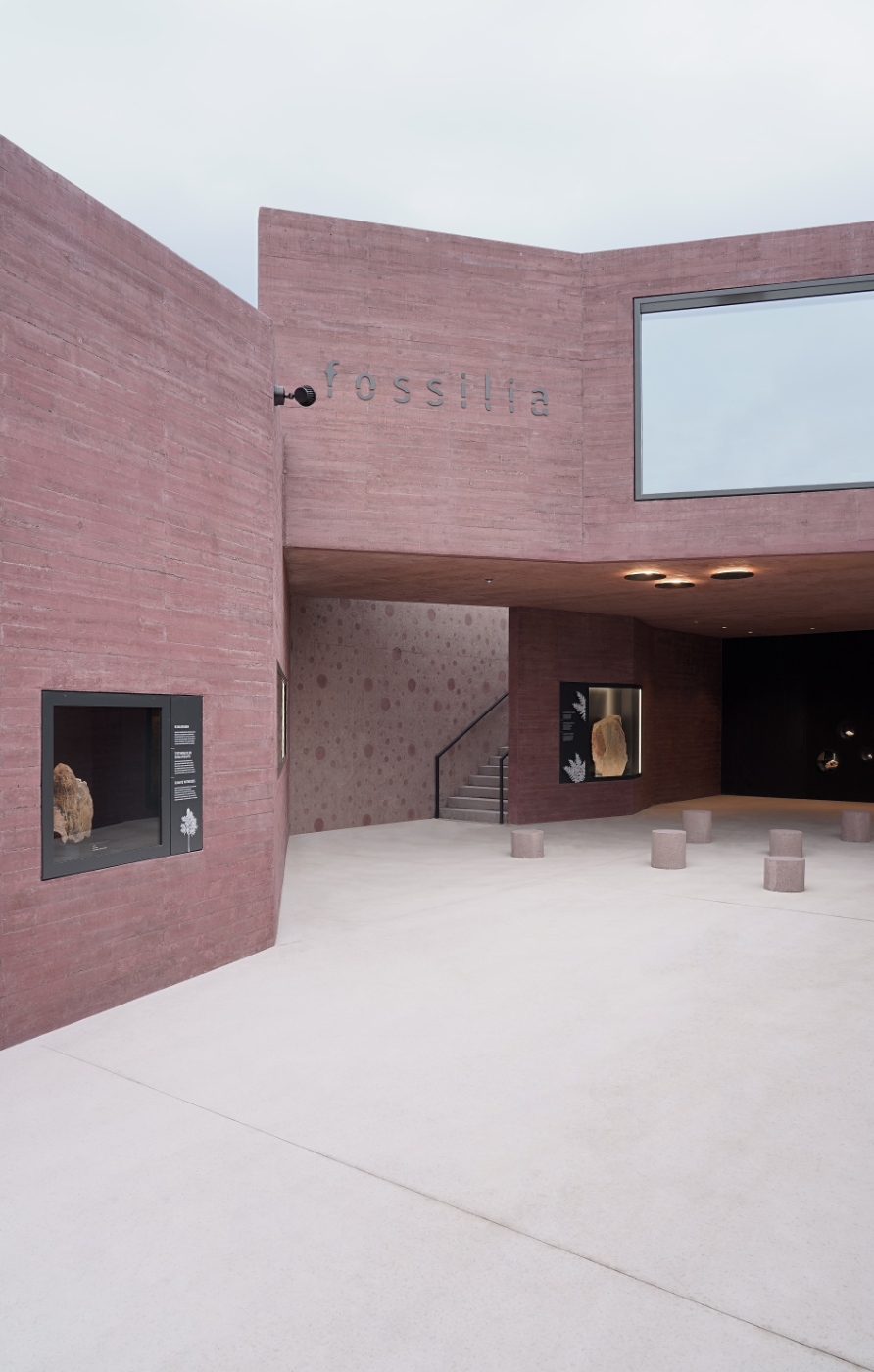
Il Museo dei Fossili di Meltina dopo la riapertura nel 2023

Il Museo dei fossili di Meltina (in tedesco Fossilienmuseum Mölten è un museo geologico nel comune altoatesino di Meltina.

## Storia
Il motivo indiretto che portò alla costruzione del Museo dei fossili di Meltina fu il restauro della chiesa parrocchiale di Bolzano, per il quale è stata necessaria la riapertura della cava per l'estrazione di arenaria della Val Gardena sul Giogo di Meltina, dove sono stati rinvenuti numerosi fossili vegetali risalenti al periodo del tardo Permiano. Si è scoperto così che quell'area era uno dei più grandi depositi di resti vegetali fossili di tutto l'Alto Adige.
Colui che diede inizio alla realizzazione del Museo dei fossili fu Franz Josef Karnutsch, sindaco di Meltina dal 1969 al 1990, per il quale il museo doveva diventare il luogo adatto per la presentazione dei reperti rinvenuti nella cava.
Con il coinvolgimento del suo successore Alois Heiss, iniziò la costruzione del primo museo, inaugurato ufficialmente nel 2001 e per 20 anni aperto ai visitatori giorno e notte. Nel 2017 il comune di Meltina ha deciso di rivitalizzare il museo. Nel 2023, grazie al contributo finanziario del Fondo Europeo Agricolo per lo Sviluppo delle aree Rurali (LEADER) e della Provincia autonoma di Bolzano, il progetto è stato realizzato e il museo "Fossilia" inaugurato.
Vi sono tre siti in Alto Adige noti per il ritrovamento di fossili risalenti al Permiano superiore (circa 260-252 milioni di anni fa): rio delle Foglie, Seceda e Meltina. I reperti fossili di Meltina sono molto ben conservati. Tra i reperti fossili di Meltina, molto ben conservati, sono state trovate impronte di tronchi fossili che mostrano chiaramente i dettagli della loro crescita, la struttura della loro corteccia, i rami e le loro dimensioni.

## Museo
Il Museo dei fossili offre, in nove vetrine, una panoramica sulla storia geologica del Monzoccolo e mostra diversi minerali, fossili e reperti geologici. Sono esposti tronchi d'albero risalenti a circa 260 milioni di anni, rami e foglie carbonizzate: tra queste, si annoverano le primitive conifere dei generi Hermitia, Quadrocladus e Ortiseia, oltre agli equiseti (Sphenophyta), ad un possibile primo esemplare di Supaia ritrovato in Europa, ad una foglia di Baiera, simile al gingko e Cordaitales.
Nel corso della ristrutturazione, l’esposizione originale è stata rielaborata in collaborazione con il Museo di Storia Naturale dell'Alto Adige e curata dalla paleobotanica Evelyn Kustatscher.